# 愛鷹停車區
愛鷹停车区（平假名：あしたかパーキングエリア）是位於靜岡縣沼津市的東名高速道路之休息區。由中日本高速公路管理。此休息區同時設置智能IC。

## 連接道路
- 東名高速道路

## 历史
- 1969年3月31日 - 東名高速道路富士IC至御殿場IC開通，此休息區同時啟用。
- 2016年3月19日 - 智能IC啟用。

## 休息區設施
- 上行線（橫濱、東京方向）
  - 停車場
    - 小型車：46台
    - 大型車：42台

  - 廁所
    - 男士 大型 3（和式1、西式2） 小型8
    - 女士 10（和式6、西式4）
      - 與男童使用 1

    - 輪椅人士專用 1

  - 小吃販賣（7:30-20:00）
  - 商店（8:00-20:00）
  - 自動售賣機
  - 巴士站
- 下行線（富士、靜岡、濱松、名古屋方向）
  - 停車場
    - 小型車：51台
    - 大型車：33台

  - 廁所
    - 男士 大型 3（和式1、西式2） 小型8
    - 女士 10（和式6、西式4）
      - 與男童使用 1

    - 輪椅人士專用 1

  - 小吃販賣（7:30-20:00）
  - 便利店（24小時）
  - 自動售賣機
  - 巴士站

## 鄰近設施
東名高速道路
(8)沼津IC - (8-1)愛鷹停车区/SIC - (9)富士IC

## 相關項目
- 日本服務區與休息區一覽

## 外部連結
- 中日本高速道路(東名高速) （页面存档备份，存于）（日語）

1. ↑  .   [2021-03-02]. （原始内容存档于2020-08-09）.